# Lodowa Piwnica
Lodowa Piwnica, dawniej Lodowa Jaskinia Bielska (słow. Ľadový sklep, Ľadová pivnica, Ľadová pivnica pod Organom, Ľadová jaskyňa, węg. Jégpince, niem. Beler Eiskeller, Orgel) – jaskinia w Tatrach Bielskich, w północno-wschodnich stokach Margicy w masywie Bujaczego Wierchu, w żlebie stanowiącym orograficznie lewe odgałęzienie Doliny Suchej Bielskiej.
Otwór Lodowej Piwnicy ma kształt trójkąta o wysokości około 10 metrów (według Wielkiej encyklopedii tatrzańskiej szerokość i wysokość wejścia do jaskini wynoszą po około 8 metrów). Zlokalizowany jest na wysokości 1423 m n.p.m., w literaturze podawane są wysokości 1433 m lub 1434 m. Skalna ścianka nad ogromnym otworem wejściowym porośnięta jest przez kosodrzewinę. Jaskinia składa się z przestronnego korytarza, prowadzącego w dół pod kątem około 40 stopni i zakończonego salą 18 metrów poniżej otworu. W komorze tej znajdują się nawet w lecie nacieki lodowe. Całkowita długość jaskini wynosi 50 metrów lub 60 metrów.
Lodowa Piwnica jest jedną z trzech zalodzonych jaskiń w Tatrach Bielskich, jedyną w której lód utrzymuje się przez cały rok. Była znana przynajmniej od XIX wieku. Na południowy zachód od niej i nieco niżej znajduje się Alabastrowa Jaskinia.

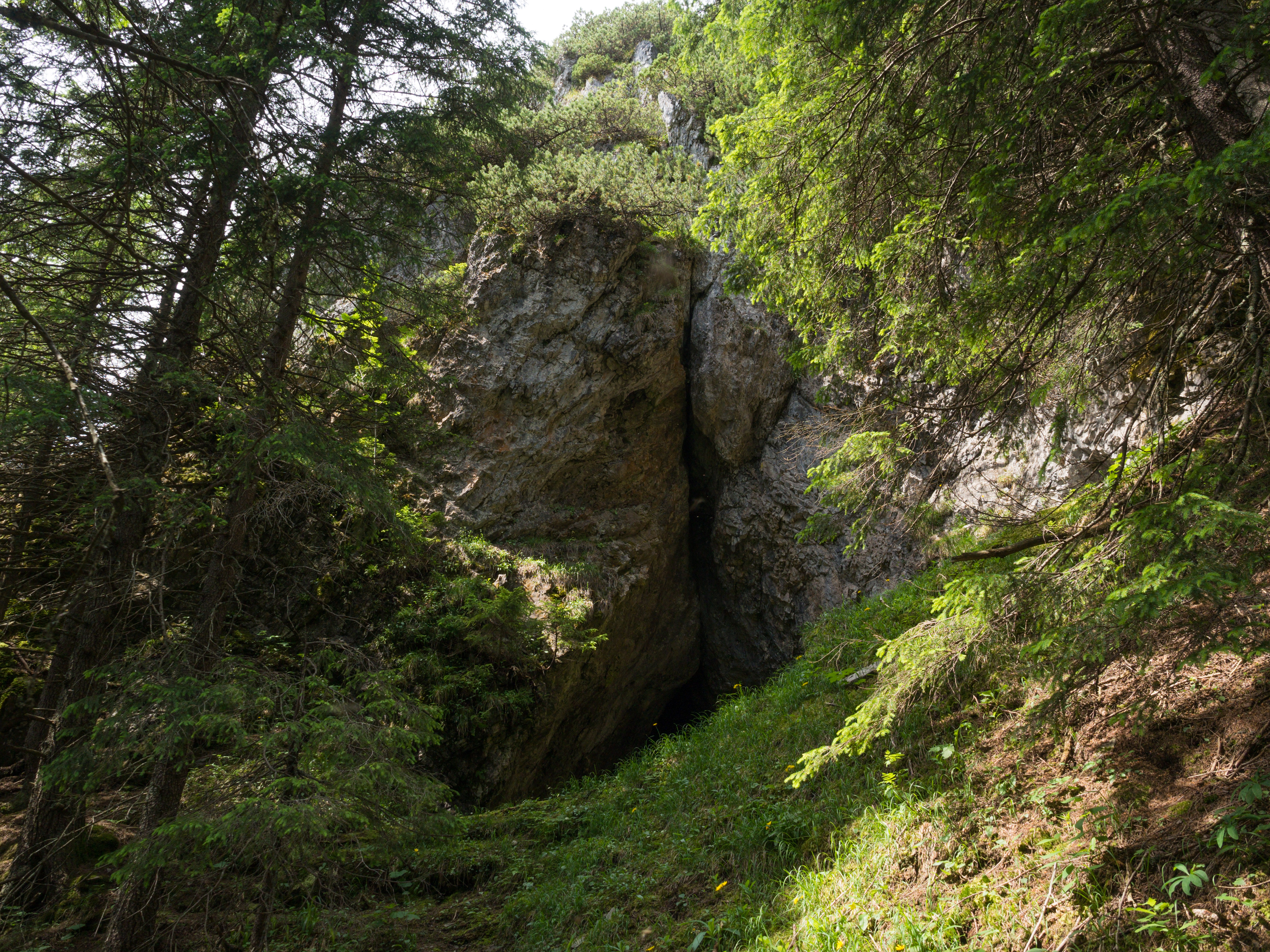
Otwór wejściowy usytuowany jest u stóp skalnej ścianki
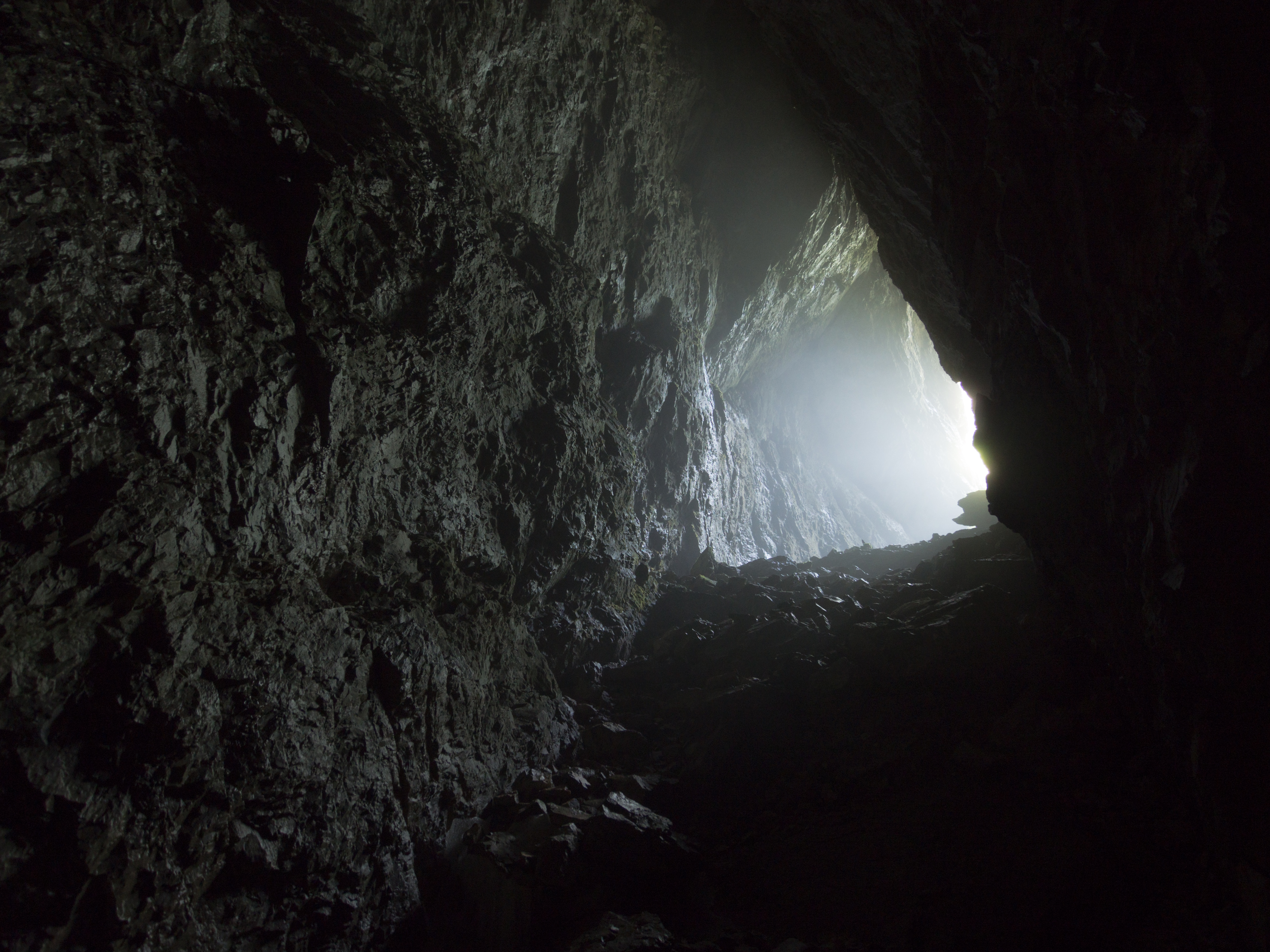
Główny korytarz jaskini